# Ordine dell'Arca d'Oro
L'ordine dell'Arca d'oro è un'onorificenza dei Paesi Bassi.

## Storia
L'Ordine venne fondato da Bernardo di Lippe-Biesterfeld, principe consorte dei Paesi Bassi, nel 1971, come ordine di merito. Anche se non concesso dal governo, esso viene però riconosciuto come ordine legale concesso privatamente da un membro della famiglia reale.
Esso viene conferito alle persone che abbiano largamente contribuito alla conservazione della natura. Dalla sua fondazione, più di 300 persone sono state onorate di tale decorazione, anche se dalla morte del principe Bernardo, la posizione dell'ordine è diventata sempre più incerta e rischia di non avere seguito.

## Insegne
- La medaglia dell'Ordine è composta da un asterisco Maltese a cinque bracci placcato oro (argento per i Cavalieri) ricoperto di pasta di vetro bianca, con disegnate foglie di alloro e di quercia fra le braccia. Il disco centrale è smaltato di blu con disegnata una barcaccia all'antica d'oro. Il distintivo è contornato da una corona di foglie di alloro e quercia su di un fondo di pasta di vetro bianca.
- Il nastro è giallo bordato d'azzurro.

## Gradi
- Commendatore
- Ufficiale
- Cavaliere

| Medaglie     | Medaglie  | Medaglie  |
| ------------ | --------- | --------- |
|              |           |           |
| Nastri       |           |           |
| Commendatore | Ufficiale | Cavaliere |

## Insigniti notabili
- Filippo di Edimburgo
- Harald V di Norvegia
- Carlo XVI Gustavo di Svezia
- Henri de Laborde de Monpezat
- Gyanendra del Nepal
- Jane Goodall
- Thor Heyerdahl
- Mobutu Sese Seko
- Sylvia Earle